# Maria Palester

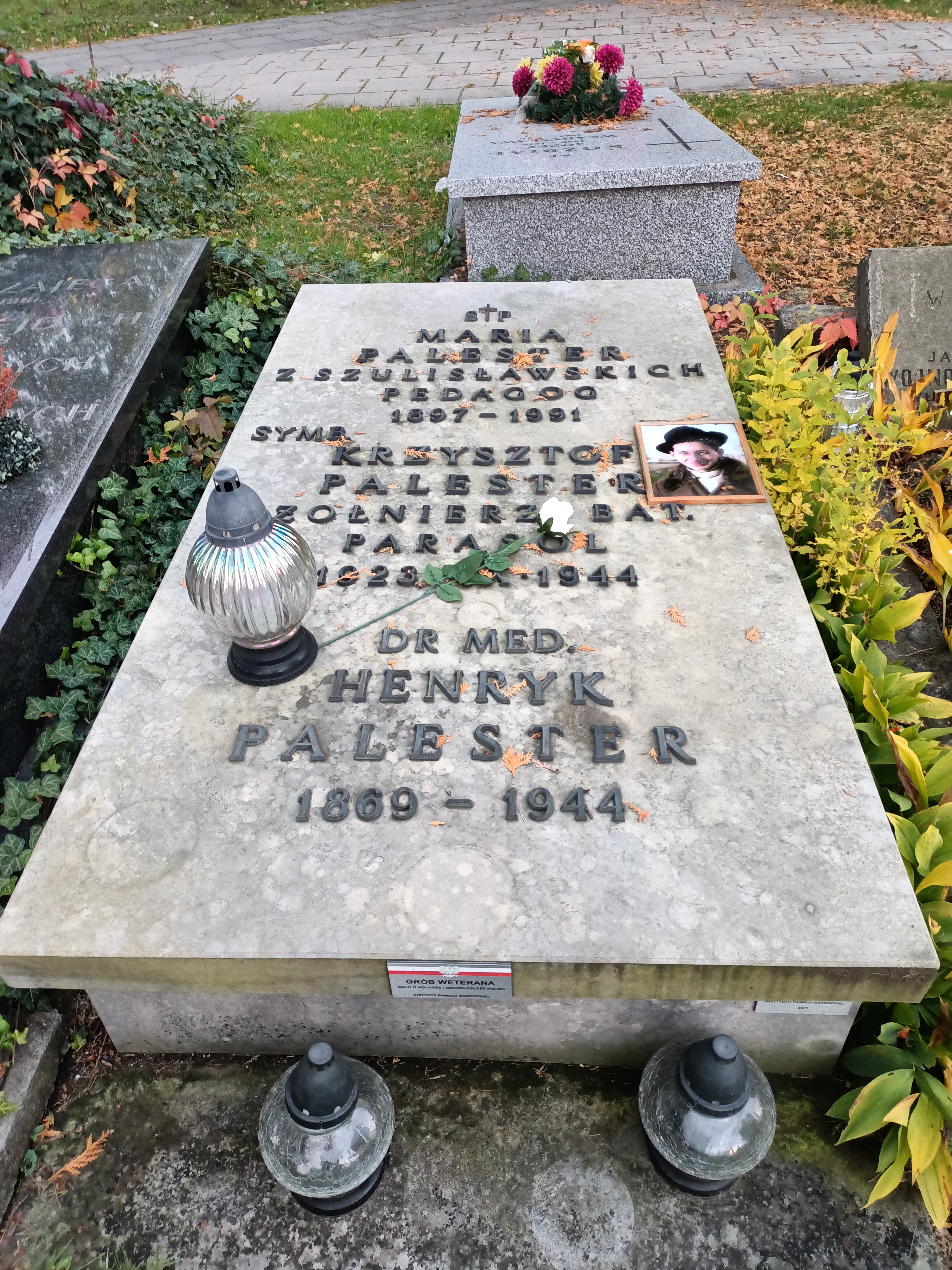
Grób Marii Palester na cmentarzu Wojskowym na Powązkach w Warszawie

Maria Palester z domu Szulisławska (ur. 8 sierpnia 1897 we Lwowie, zm. 21 stycznia 1991 w Warszawie) – polska romanistka, działaczka społeczna, Sprawiedliwa wśród Narodów Świata.

## Życiorys
Absolwentka Gimnazjum sióstr Nazaretanek we Lwowie. Ukończyła romanistykę na Uniwersytecie Lwowskim. Podczas studiów, w 1918, zaciągnęła się do Orląt Lwowskich, biorąc udział w wojnie z bolszewikami jako sanitariuszka.
Po przeprowadzce do Warszawy rodzina Palestrów zamieszkała przy ul. Łowickiej 53 m. 12, w domu należącym do SMB Urzędników MSW.
Po wkroczeniu w 1939 roku Niemców do stolicy jej mąż Henryk Palester ze względu na żydowskie pochodzenie musiał zrezygnować z pracy w Ministerstwie Zdrowia. W czasie okupacji niemieckiej zatrudniła się w Wydziale Opieki i Zdrowia Zarządu Miejskiego w Warszawie. W swoim mieszkaniu w różnym czasie udzielała schronienia 12 Żydom uciekającym z getta oraz załatwiała im tzw. aryjskie papiery. Oprócz tego współpracowała z poznaną w pracy Ireną Sendlerową w ratowaniu żydowskich dzieci i dorosłych. Kobiety działały w ramach funkcjonującej w ich miejscu pracy Konspiracyjnej komórki Pomocy Żydom „Żegota”. Pomagała także ratować dzieci i dorosłych z getta wyrabiając dla nich fałszywe dokumenty, szukając schronienia, dostarczając żywność, lekarstwa i pieniądza, a także pomagając w przemieszczaniu się po Warszawie. Po aresztowaniu Sendlerowej przez Gestapo w październiku 1943, dzięki kontaktom Palester, „Żegocie” udało wykupić się ją z rąk Niemców.
W czasie powstania warszawskiego była sanitariuszką. Zorganizowany przez nią wraz z mężem Henrykiem we wrześniu 1944 schron dla rozbitków  przy ul. Fałata 4 został wykryty, a wszystkie przebywający w nim osoby przepędzone w stronę Dworca Zachodniego. Dzięki przekupieniu strażników grupa została skierowana na Okęcie zamiast do obozu przejściowego w Pruszkowie. Do wyzwolenia grupa razem z Marią była ulokowana w barakach wcześniej zajmowanych przez więzionych Żydów oraz jeńców radzieckich. Później punkt sanitarny został przeniesiony i przemianowany na Szpital Czerwonego Krzyża nr 2, a następnie na Zakład dla Dzieci i Chronicznie Chorych. Z czasem placówka stała się podległa Zarządowi m. st.Warszawy i została przemianowana na Dom Dziecka Warszawy. Palester była kierowniczką placówki do 1963.
W maju 1980 Instytut Jad Waszem nadał Marii Palester tytuł Sprawiedliwej wśród Narodów Świata na wniosek Marii Pogonowskiej. 
Pochowana na cmentarzu Powązki Wojskowe w Warszawie (kwatera K-6a-51).

## Życie prywatne
W czasie studiów poznała swojego przyszłego męża, lekarza epidemiologa Henryka Palestra, ochrzczonego w młodości Żyda. Para wzięła ślub w 1923 roku. Miała dwoje dzieci: Krzysztofa (ur. 1923) i Małgorzatę (ur. 1929).

## Upamiętnienie
- Tablica pamiątkowa odsłonięta w czerwcu na budynku Domu Dziecka nr 3 im. Dziecka Warszawy przy ul. Dalibora 1 w Warszawie[11].